# Assassin's Creed (joc video)
Assassin's Creed este un joc video de acțiune-aventură și stealth, dezvoltat de Ubisoft Montreal și publicat de Ubisoft. Este primul titlu din ramura principală a seriei Assassin's Creed. Jocul a fost lansat în primă fază pe platformele Xbox 360 și PlayStation 3 în noiembrie 2007, și a devenit disponibil ulterior și pentru Microsoft Windows în aprilie 2008.
Relatează conflictul etern dintre Asasini, care luptă pentru pace prin liber-arbitru, și Templieri, care doresc pacea prin control. Jocul are loc în mare parte în timpul Cruciadei a treia în Țara sfântă, în anul 1191, iar povestea se concentrează pe Ordinul Secret al Asasinilor, bazat pe secta Hașașin. În prezent, jucătorul intră în rolul lui Desmond Miles, care, cu ajutorul unei mașinării numite "Animus," poate să vizioneze și să controleze memoriile genetice ale strămoșilor săi, iar în acest caz, pe cele ale lui Altaïr Ibn-La'Ahad, membru al Asasinilor.
Prin această metodă, sunt expuse detalii despre lupta dintre cele două facțiuni, Asasini și Templieri, asupra "Mărului din Eden", un artefact antic folosit pentru controlarea minților. Jocul a fost primit în mare parte cu recenzii pozitive, criticii lăudând nararea, grafica, design-ul și originalitatea, cu toate că a primit critici la capitolul gameplay, fiind considerat repetitiv. Assassin's Creed a câștigat câteva premii la E3 în 2006, precum și premii de sfârșit de an după lansare. Jocul a avut parte de o continuare, Assassin's Creed II, lansată în noiembrie 2009. Odată cu lansarea și succesul lui Assassin's Creed II, lansări ulterioare au avut loc anual până în 2016 - cu o varietate de perioade istorice și Asasini.

## Gameplay
Assassin's Creed este un joc video de acțiune-aventură în care jucătorul își asumă în mare parte rolul lui Altaïr, în vreme ce este experimentat de protagonistul Desmond Miles. Țelul principal al jocului este de a îndeplini o serie de asasinări ordonate de Al Mualim, liderul Asasinilor. Pentru a face asta, jucătorul trebuie să călătorească de la sediul Frăției din Masyaf, prin tot ținutul Țării Sfinte, cunoscut ca Regatul, spre unul dintre cele trei orașe—Ierusalim, Acra, sau Damasc—pentru a găsi filiala Frăției din acel oraș. Acolo, agentul, pe lângă furnizarea unei safe house-locuințe sigure, îi și acordă jucătorului informațiile minime despre țintă, și îi solicită să execute misiuni suplimentare de "recunoaștere" înainte de asasinarea propriu-zisă. Aceste misiuni includ: trasul cu urechea, interogări, furtișaguri și completarea de sarcini ale informatorilor și ale altor asasini. În plus, jucătorul poate lua parte și la misiuni secundare din mediile open world, care includ cățărarea pe turnuri înalte pentru a cartografia orașul, și salvarea de cetățeni care sunt amenințați sau hărțuiți de gărzile orașului. Există și alte cerințe secundare, dar care nu duc povestea mai departe, precum urmărirea și omorârea Templierilor, dar și colecționarea de stegulețe. După completarea fiecărui set de asasinări, jucătorul este întors la sediul Frăției și îi este acordată o armă mai bună, iar apoi un alt set de ținte, jucătorul fiind liber să selecteze ordinea fiecărui set.
Jucătorul poate observa vizibilitatea lui Altaïr față de gărzile inamice precum și statutul curent de alertă în zona locală, cu ajutorul iconiței de "Statut social." Pentru a executa țintele și alte cerințe, jucătorul trebuie să ia în considerare acțiunile diferite de la profil la profil. Acțiunile profilului Low îi permit lui Altaïr să: se amestece cu mulțimile din apropiere, sau alte acțiuni non-amenințătoare ce pot fi folosite pentru a se ascunde și reduce nivelul de alertă; jucătorul poate folosi și lama retractabilă a lui Altaïr pentru asasinări de tip low-profile. Acțiunile profilului High sunt mai vizibile, și includ: alergatul, cățăratul, și atacarea inamicilor; executarea acestor acțiuni în anumite momente poate crește nivelul de alertă din apropiere. Odată ce zona este în alertă crescută, mulțimile fug și se dispersează iar gărzile încep să îl urmărească pe Altaïr; pentru a reduce nivelul de alertă, jucătorul trebuie să iasă cu Altaïr din zona de acțiune a gărzilor și să găsească un loc retras, cum ar fi o căpiță de fân sau o grădină de pe acoperișuri; sau să se amestece printre oamenii de pe bănci sau printre discipolii ce hoinăresc. Dacă jucătorul nu reușește să scape de gărzi, se poate lupta pur și simplu cu ele folosind manevrele cu sabia.
Viața jucătorului este măsurată cu ajutorul nivelului de "Sincronizare" dintre Desmond și amintirile lui Altaïr; dacă Altaïr va fi rănit, este reprezentat ca o deviere de la evenimentele concrete ale amintirii, și nu ca o lovitură fizică. Dacă toată sincronizarea este pierdută, amintirea pe care Desmond o experimentează va fi reîncepută de la ultimul checkpoint. Când nivelul de sincronizare este plin, jucătorul are la dispoziție o opțiune adițională de a folosi "Eagle Vision-Viziunea vulturului," care face ca dispozitivul să ilumineze toate personajele vizibile în diferite culori; aliații în albastru, inamicii în roșu iar ținta ce trebuie asasinată în auriu. Jucătorul poate experimenta și "glitches-erori" în redarea lumii istorice. Animusul îl poate ajuta și să identifice țintele, sau poate schimba cadrul de filmare în timpul anumitor secvențe dacă jucătorul reacționează destul de repede atunci când acesta apare.

## Sinopsis
În 2012, barmanul Desmond Miles este răpit de agenți ai Abstergo Industries, cel mai mare conglomerat farmaceutic din lume. Sub supravegherea dr-ului Warren Vidic și a asistentei sale, Lucy Stillman, Desmond este forțat să participe într-o serie de sesiuni înăuntrul unei mașinării denumite "Animus", o mașinărie capabilă de a transfera memoriile genetice ale strămoșilor săi într-o realitate simulată. Vidic îl îndrumă să retrăiască primii ani ai lui Altaïr Ibn-La'Ahad, membru-senior al Frăției Asasinilor, în timpul Cruciadei a treia. Investigațiile sale arată că Altair, orbit de vanitate, a periclitat încercarea Asasinilor de a recupera un artefact (Chivotul Legământului) din mâinile lui Robert de Sablé, Mare Maestru al Ordinului Templier, iar acest lucru a dus la moartea unui Asasin și rănirea gravă a unui altuia. Cu toate că Altair reușește să-și repare parțial greșelile prin respingerea unui atac al Cruciaților asupra bazei Asasinilor din Masyaf, mentorul și superiorul său, Al Mualim, îi ordonă să asasineze nouă persoane pentru a-și recâștiga onoarea:
- Tamir, un neguțător înstărit ce vinde arme ambelor facțiuni.
- Garnier de Nablus, un Cruciat notoriu ce dirijează experimente alchimice pe bolnavi.
- Talal, liderul unei bande de negustori de sclavi.
- Abu'l Nuquod, un neguțător pompos ce fură bani pentru susținerea războiului.
- William V, Marquess of Montferrat, regentul crud și abuziv al Acrei.
- Majd Addin (bazat pe Baha ad-Din ibn Shaddad), un tiran ce conduce Ierusalimul cu ajutorul fricii.
- Maestrul Sibrand, un cavaler paranoic ce plănuiește să-i trădeze pe Cruciați.
- Jubair al Hakim (bazat pe Ibn Jubayr), un discipol ce își folosește rangul pentru a acapara și distruge toate cunoștințele scrise.
- Robert de Sablé, marele maestru al Templierilor, eternii inamici ai Frăției.

În vreme ce Altair elimină fiecare țintă, el află că toți cei nouă sunt membri în taină ai Ordinului Templier, iar aceștia doresc să localizeze "Mărul din Eden", o relicvă a unei civilizații de mult uitate, civilizație despre care se crede că avea în posesie puteri asemănătoare cu cele ale zeilor. În timpul unei prime încercări de a-l asasina pe Rober, la o înmormântare în Ierusalim, Altair descoperă că Maria, o agentă tânără Templieră, s-a deghizat în el pentru a-i da lui Robert destul timp în negocierea unei alianțe între Cruciați și Sarazini împotriva Asasinilor. Cruțând-o, Altair îl ajunge din urmă pe Robert, în tabăra regelui Richard I, și îi demască crimele. Nefiind sigur pe care să creadă, Richard sugerează un duel unu-la-unu pentru a se decide adevărul, remarcând că Dumnezeu va decide câștigătorul. După ce primește o lovitură mortală de la Altair, Robert mărturisește că nu a acționat singur, Al Mualim dorind și el Mărul, și trădându-i pe Templieri în tot acest timp. Întorcându-se la Masyaf, Altair descoperă că locuitorii și Asasinii se află sub vraja artefactului, aflat acum în posesia lui Al Mualim. Cu ajutorul câtorva Asasini veniți de urgență, Altaïr ia cu asalt citadela și își confruntă mentorul în grădini. Folosind Mărul, Al Mualim se luptă cu ucenicul său folosind vrăji dar totul se rezumă ulterior într-o luptă corp-la-corp. Altair îl înjunghie cu ajutorul "Hidden Blade-Lamei ascunse" și încearcă să distrugă Mărul, dar nu reușește decât să deblocheze o hartă secretă care arată locația altor nenumărate artefacte de pe tot globul.
Odată ce sesiunile se termină, Vidic dezvăluie că Abstergo este încarnarea modernă a Templierilor. Lucy, care este un spion plasat de către Asasinii din prezent, dispare misterios. În timp ce-i așteaptă întoarcerea, Desmond descoperă niște desene ciudate pe pereții camerei sale, care grăiesc despre un eveniment catastrofic ce va distruge omenirea.

## Dezvoltare
După ce a încheiat cu Prince of Persia: The Sands of Time, Patrice Désilets a fost înștiințat să înceapă treaba la următorul joc Prince of Persia. Producția jocului a fost începută sub numele de "Prince of Persia: Assassin," inspirată din viața lui Hassan-i Sabbah. Désilets a simțit că un prinț nu mai este un protagonist interesant, deci prințul titular al jocului urma să fie controlat de AI și salvat de un Asasin controlat de jucător. Ubisoft nu voia un joc Prince of Persia care nu era focusat pe prinț; jocul a fost schimbat într-o nouă proprietate intelectuală, și s-a renunțat la personajul prințului.
Pe 28 septembrie 2006, într-un interviu pentru IGN, producătoarea Jade Raymond a confirmat că Altaïr este "un asasin medieval cu un trecut misterios" și că nu este un călător în timp. Într-un interviu de pe 13 decembrie 2006 cu IGN, Kristen Bell (care și-a împrumutat vocea și înfățișarea jocului) a vorbit despre poveste. Conform interviului, aceasta se concentrează pe memoria genetică și pe o corporație care caută strămoși ai unui asasin.
Mie mi se pare foarte interesant. E într-un fel bazat pe cercetările ce se petrec în prezent, despre premisa că genele tale pot fi capabile să conțină amintiri. Și te poți combate cu ajutorul semanticii și să spui că ăsta e instinctul, dar cum știe un pui de pasăre cum să mănânce un vierme, spre deosebire de un gândac, dacă părinții nu-i arată? Și e vorba despre compania asta de știință încercând, în stilul lui Matrix, să intre în mințile oamenilor și să găsească un strămoș ce era odată asasin, și cumva să afle cine este această persoană. – Kristen Bell
Raymond a mai spus și că jocul se inspiră din romanul Alamut a lui Vladimir Bartol.
Pe 22 octombrie 2007, într-un interviu pentru IGN Australia, Patrice Desilets a menționat că mecanicile de alergat și cățărat ale protagonistului au fost făcute de "Alex și Richard – aceiași tipi de la Prince of Persia."
Philip Shahbaz a furnizat vocea lui Altaïr, iar fața sa a fost fasonată după cea lui Francisco Randez, un model din Montréal. Personajul lui Al Mualim este bazat parțial pe Rashid ad-Din Sinan, lidierul filialei siriene a Ordinului Asasinilor din 1191, poreclit "Bătrânul munților." Acest lucru confirmă că Al Mualim este Rashid ad-Din însuși. În plus, în Assassin's Creed: Altaïr's Chronicles, se face referire la Al Mualim ca Sinan.

### Versiunea pentru Windows
A fost anunțat public în aprilie 2008 că Assassin's Creed va fi vândut electronic și disponibil pentru pre-comandă prin programul de distribuire Steam al celor de la Valve. Versiunea pentru PC a lui Assassin's Creed a fost lansată pe 8 aprilie 2008, în America de Nord. Patru tipuri de misiune bonus, indisponibile pe versiunile de consolă, sunt incluse. Aceste 4 misiuni-provocări sunt: asasinarea arcașilor, cursele de pe acoperiș, distrugerea standurilor negustorilor și escortări. Din cauza acestor patru misiuni lansate exclusiv pe PC, jocul a fost lansat și vândut sub numele de "Director's Cut Edition."
O versiune piratată a jocului există încă de la începutul lunii februarie 2008. Conform celor de la Ubisoft, un bug de computer a fost inserat intenționat în versiunea de pre-comandă a jocului de editor însuși pentru a da un crash imprevizibil și a preveni continuarea jocului, din măsuri de securitate, cu toate că jucătorii au reușit să folosească conținutul suplimentar disponibil pe Internet pentru a trece de el. Versiunea piratată a lui Assassin's Creed a fost unul dintre cele mai populare titluri de pe site-urile de piraterie la începutul lunii martie 2008. Prezența bug-ului și notorietatea versiunii piratate a jocului i-au "dăunat iremediabil" și au fost blamate de Ubisoft pentru vânzările scăzute ale jocului; conform NPD Group, 40.000 de copii ale versiunii de PC au fost vândute în Statele Unite în luna iulie a aceluiași an, în timp ce peste 700.000 de copii au fost descărcate ilegal, conform Ubisoft. În iulie 2008, Ubisoft a dat în judecată producătorul de discuri Optical Experts Manufacturing, crezând că compania este sursa "scurgerii" jocului pe internet, citând proceduri de securitate proaste ce i-au permis unui angajat să plece cu o copie a jocului.
O versiune fără DRM a jocului a devenit disponibilă ulterior pe GOG.com, un magazin digital de distribuire a software-ului.

### Variante demo
Pe 10 iulie 2007, în timpul conferinței de presă de la E3 a celor de la Microsoft, a fost prezentat o variantă demo în care era arătat un oraș nemaivăzut până atunci, Ierusalim. Funcții ce au fost demonstrate atunci includeau mecanicile de mulțime, sistemul de "urmărire" (al unei ținte după ce aceasta încearcă să fugă), precum și aspecte mai complicate de parkour. Aceasta a fost prima oară când Altaïr putea fi auzit vorbind. Pe 11 iulie 2007, a fost arătată o variantă extinsă a aceluiași demo, cu o durată de 20 minute, în care era inclus un Altaïr ce încerca să fugă după ce l-a asasinat pe neguțătorul de sclavi Talal.
Pe 26 august 2007, o variantă demo de 11 minute a lui Assassin's Creed a fost arătată la Penny Arcade Expo. Nivelul arătat era același cu cel de la E3; cu toate acestea, a fost aleasă o cale diferită pentru atingerea țelului. La sfârșitul demo-ului, a fost arătată o conversație între Altaïr și Malik, liderul filialei din Ierusalim a Asasinilor.

## Muzica
Jade Raymond, producătoare la Assassin's Creed, a spus "Am vrut să obținem atmosfera războiului medieval, dar și să fim aspri și contemporani." Coloana sonoră a fost compusă de Jesper Kyd în 2007. Șase piese au devenit disponibile online pentru cei care au cumpărat jocul; o parolă le-a fost acordată pentru a o introduce pe site-ul web Ubisoft, la secțiunea coloană sonoră. Câteva piese sunt disponibile pe contul de MySpace a lui Kyd, dar și pe site-ul lui oficial. Piesele lansate reprezintă un întreg, cu vocalize în latină și muzică de orchestră sumbră, în timp ce piesa "Meditation Begins" conține un fel de muzică Saltarello împreună cu o tonalitate amenințătoare și întunecată, și oameni ce șoptesc în latină. Jesper Kyd este cunoscut pentru atmosferele de genul din muzica sa, care au efectul in situ. Coloana sonoră este disponibilă în magazinele online de muzică.
| Coloana sonoră Assassin's Creed |                              |         |  |
| Nr.                             | Titlu                        | Lungime |  |
| 1.                              | „City of Jerusalem”          | 3:11    |  |
| 2.                              | „Flight Through Jerusalem”   | 3:39    |  |
| 3.                              | „Spirit of Damascus”         | 1:31    |  |
| 4.                              | „Trouble in Jerusalem”       | 4:04    |  |
| 5.                              | „Acre Underworld”            | 3:24    |  |
| 6.                              | „Access the Animus”          | 9:34    |  |
| 7.                              | „Dunes of Death”             | 1:46    |  |
| 8.                              | „Masyaf in Danger”           | 3:43    |  |
| 9.                              | „Meditation Begins”          | 2:47    |  |
| 10.                             | „Meditation of the Assassin” | 3:43    |  |
| 11.                             | „The Bureau”                 | 3:12    |  |

În timp ce piesa "The Chosen (Assassin's Creed)" a formației Intwine și a rapper-ului Brainpower a fost compusă pentru a contribui la joc, nu a fost inclusă nici în titlu, nici în coloana sonoră a acestuia. Alte piese care au fost folosite în trailere și promovări, precum "Teardrop" a celor de la Massive Attack și "Lonely Soul" a celor de la UNKLE, nu au fost nici ele incluse pe coloana sonoră.

## Recepție
Jocul a fost primit cu recenzii majoritar pozitive, cu toate că anumite publicații precum Eurogamer, care în timp ce i-au acordat jocului note decente, au evidențiat un număr de neajunsuri semnificative. Eurogamer a spus că gameplay-ul "nu evoluează deloc și devine în cele din urmă puțin plictisitor, și surprinzător de repetitiv." În recenzia lui Andrew P. pentru EGM (Kage), el scrie că jocul conține "o provocare de Parkour cu o portiță de scăpare..." Famitsu i-a acordat versiunii pentru Xbox 360 o notă de 36/40, în timp ce versiunea pentru PS3 a primit un 37/40, citând pozitiv povestea, prezentarea, și acrobațiile, dar criticând sistemul de luptă cu doar un buton, designul hărții, și problemele camerei. Game Informer i-a acordat lui Assassin's Creed un 9.5 din 10, lăudând schema de control, valoarea rejucării, și povestea interesantă, dar exprimându-și frustrarea în legătură cu misiunile de colectare "repetitive". Pe ESPNEWS, Aaron Boulding a numit conceptul de stealth "destul de original" și a adăugat, "Vizual, dezvoltatorii au nimerit-o." Similar, GameTrailers a lăudat povestea (acordându-i un 9.7), însă citând și gameplay-ul repetitiv și AI-ul "imbecil" care îi limitează potențialul. "Assassins Creed este unul dintre acele jocuri care atinge noi culmi dar eșuează la anumite lucruri fundamentale". Jocul a primit nota 10 din 10 din partea GamesRadar, și are un scor pe Metacritic de 81 (Xbox 360/PS3 respectiv). Conform GamePro, Assassin's Creed este una dintre "cele mai bune experiențe de gaming create vreodată" dacă ești dispus să fii "răbdător" datorită lipsei unui ritm rapid. Darren Wells de la Hyper a lăudat jocul pentru "povestea grozavă, grafica genială și controlul intuitiv." Cu toate acestea, l-a criticat pentru "anumite misiuni care nu par ok pentru PC și meniul într-o buclă." Hilary Goldstein de la IGN i-a acordat jocului un 7/10, dar a fost mai degrabă neimpresionat spre deosebire de ceilalți critici, spunând că "o poveste proastă, elemente de gameplay repetitive, și un AI slab au dus la decăderea unuia dintre cele mai promițătoare jocuri din istoria recentă." El laudă însă animațiile de luptă și mecanica de cățărat, și admiră cât de precis au zugrăvit cei de la Ubisoft orașele Ierusalim, Acra, și Damasc comparativ cu echivalenții lor din viața reală. 
Assassin's Creed a câștigat câteva premii la E3 2006. Game Critics i-a acordat premiul "Cel mai bun joc de acțiune/aventură"; IGN i-a acordat, "Cel mai bun joc de acțiune," "Jocul PS3 al show-ului," "Cel mai bun joc de acțiune pentru PS3," "Cea mai bună grafică de PS3"; GameSpot și GameSpy i-au acordat, "Jocul PS3 al show-ului"; GameTrailers i-a acordat "Jocul show-ului," iar 1UP.com i-a acordat, "Cel mai bun joc pentru PS3." Assassin's Creed a primit nominalizări și din partea X-Play și Spike TV. Assassin's Creed este pe locul 143 din 200 în ierarhia celor mai bune jocuri video din toate timpurile, a celor de la Game Informer. A câștigat și premiul de Alegerea editorilor din partea GameSpot. În decembrie 2015, Game Informer a clasat jocul pe locul trei în topul celor mai bune jocuri Assassin's Creed de până la ora actuală.
Vânzările pentru Assassin's Creed "au întrecut cu mult" așteptările celor de la Ubisoft.
În Regatul Unit, Assassin's Creed a debutat pe locul întâi, surclasând Call of Duty 4: Modern Warfare; majoritatea din vânzările de debut au fost pentru Xbox 360 (peste 67% din vânzările totale ale jocului). Pe 16 aprilie 2009, Ubisoft a dezvăluit că jocul a fost vândut în peste 8 milioane de unități până la ora actuală.

## Moștenirea
Un prequel al acestui joc, numit Assassin's Creed: Altaïr's Chronicles și dezvoltat de Gameloft, a fost lansat pe 5 februarie 2008 pentru Nintendo DS. O portare a lui Assassin's Creed: Altaïr's Chronicles a fost lansată pentru iPhone, iPod Touch și Java ME pe 23 aprilie 2009, precum și pentru Palm Pre.
Pe 21 ianuarie 2009, Ubisoft a confirmat că Assassin's Creed II se află în stadiul de producție și este intenționat să fie lansat în timpul anului fiscal 2009–2010 al companiei. Jocul a fost lansat în Statele Unite și Canada pe 17 noiembrie 2009, iar în Europa pe 20 noiembrie 2009.
Pe 2 iunie 2009, la conferința E3 a celor de la Sony, a fost anunțat că Assassin's Creed: Bloodlines va fi lansat pentru PlayStation Portable pe 17 noiembrie 2009.
La E3 2009, regizorul creativ al lui Assassin's Creed II, Patrice Désilets, a anunțat că va exista cel puțin și un al treilea joc.
Într-un raport financiar din 14 ianuarie 2010, Ubisoft a confirmat că un nou joc Assassin's Creed va fi lansat înaintea încheierii anului fiscal al companiei din  noiembrie 2010 - și că îl va avea în prim plan pe Ezio Auditore da Firenze, protagonistul jocului secund. CEO Yves Guillemot a declarat că jocul va avea o "componentă multiplayer." Un trailer al jocului, numit Assassin's Creed: Brotherhood, a fost lansat pe 10 mai 2010, iar jocul a fost anunțat oficial la o conferință de presă a celor de la Ubisoft din 11 mai 2010. A fost lansat pe 16 noiembrie 2010. Conform dezvoltatorilor, "Brotherhood nu este Assassin's Creed 3", iar titlu cu numărul III-3 nu va avea în prim plan un personaj deja existent. O continuare a lui Brotherhood, Assassin's Creed: Revelations a fost lansată în noiembrie 2011. Assassin's Creed III a fost lansat la sfârșitul anului 2012, și îl are în prim plan pe Ratonhnhaké:ton, în America secolului 18. Al șaselea joc al seriei, numit Assassin's Creed IV: Black Flag, a fost lansat pe 29 octombrie 2013. Al șaptelea și al optulea joc din serie sunt lansate concomitent, pe 11 noiembrie 2014: Assassin's Creed Unity, primul joc din serie exclusiv, la capitolul console, pentru Xbox One și PlayStation 4, dar care a fost lansat și pe PC, se focusează pe Arno Dorian, un asasin din timpul Revoluției Franceze; și Assassin's Creed Rogue, o continuare a lui Assassin's Creed IV: Black Flag ce are în prim plan un fost asasin, devenit templier, și exclusiv la capitolul console, pentru PlayStation 3 și Xbox 360. Al nouălea joc din serie, Assassin's Creed Syndicate, a fost lansat pe 23 octombrie 2015 pentru PlayStation 4 și Xbox One, iar pe 19 noiembrie 2015 și pentru Microsoft Windows. Jocul introduce doi asasini-gemeni, Jacob și Evie Frye, și se petrece în Londra anilor 1860, în timpul Revoluției industriale.
Filmul Assassin's Creed, lansat pe 21 decembrie 2016, prezintă personaje complet originale.